# Stomper 98
Stomper 98 ist eine deutschsprachige Oi!-/Streetpunk-Band aus Göttingen. Mit ihrem 2018er Album Althergebracht gelang ihnen erstmals der Einstieg in die deutschen Charts.

## Bandgeschichte
Die Band wurde 1998 in Göttingen gegründet. Zum Gründungs-Line-up zählten von Beginn an Saxofonist Holgi Stomper und Sänger Sebi x Stomper, die beide auch noch heute dem Line-up angehören. Erste Veröffentlichung war eine selbstbetitelte 7’’ auf dem Pirmasenser Label Blind Beggar Records. Es folgte das Debütalbum Stomping Harmonists auf dem Oi!-Label DSS Records, wo die Band auch zwei weitere Alben, eine Coverplatte sowie diverse Split-Singles veröffentlichte. 2005 stieg Phil Templar (Phil Regaud) von der New Yorker Punk- und Oi!-Band The Templars als festes Bandmitglied ein.
Nachdem sich DSS Records auflösten, wechselte die Band zu Sunny Bastards, wo die Kompilation …4 the Die Hards erschien sowie eine DVD zum zehnjährigen Band-Jubiläum 2008. 2012 wechselte man zu Crazy United Records und veröffentlichte dort das Album …bis hierher!.
Ein weiterer Plattenlabelwechsel führte sie zu Contra Records, wo am 31. März 2018 ihr Album Althergebracht erschien, das Platz 69 der deutschen Albumcharts erreichte. Auf dem Album ist als Gitarrist Lars Frederiksen vertreten, der Gitarrist und Sänger von Rancid und The Old Firm Casuals. Dieser gehört seit 2017 fest zur Band.
2020 verließ Bassist Lars Resort aus gesundheitlichen Gründen die Band, für ihn kam Sille Riot dazu. Auch am Schlagzeug gab es einen Besetzungswechsel, mit Stefan kam auch dort ein neues Bandmitglied.

## Grauzonendebatte
Seit Beginn der Bandkarriere wird die Gruppe immer wieder als Vertreter der sogenannten „Grauzone“ bezeichnet, was bedeutet, dass ihr von seitens der linken Punkszene vorgeworfen wird, sich nicht genügend von rechts abzugrenzen beziehungsweise rechtsoffene Strukturen zu unterstützen. Dies kam unter anderem durch Sebastian Walkenhorst zustande, der in Delmenhorst aufwuchs und mit 16 Jahren in der rechten Skinheadszene von Bremen aktiv war. Er war dort Bassist der Neonaziband Boots Brothers. Als er etwas später nach Göttingen zog, ließ er diese Wurzeln hinter sich.
Ein weiterer Grund war die enge Zusammenarbeit mit The Templars. Obwohl deren Mitglied Phil Templar eine schwarze Hautfarbe besitzt, fiel er bei diversen Konzerten auf, weil er ein T-Shirt der rechtsextremen Band Skrewdriver trug und außerdem zwei Songs der Band coverte. Zudem spielte er Schlagzeug bei First Strike, einer patriotischen New Yorker Band.
Am 12. April 2008 spielte die Band Indecent Exposure in Hildesheim. Bilder, die von dem Event anschließend im Internet kursierten, zeigten Walkenhorst zusammen mit Jens Brandt von Endstufe. Antifaschisten versuchten anschließend das Konzert im linken Kulturzentrum Conne Island zu verhindern, unter anderem drohten Egotronic damit, ihren Auftritt dort abzusagen. Doch am 15. November 2008 durfte die Band nach einigen Diskussionen und Distanzierungen dennoch auftreten. Zum Dank coverten sie an diesem Abend einige Lieder der alten Böhsen Onkelz. Auch auf ihrer Doppel-CD Tage deiner Jugend coverten sie bereits mit Tanz auf deinem Grab ein Lied von deren Album Der nette Mann. Im Juni 2008 trat die Band auch mit der ehemaligen rechtsextremen Band Battle Zone auf, die nach einem Zerwürfnis mit Blood & Honour sich nun versuchte als apolitische Band zu vermarkten.
Stomper 98 versuchten die Vorwürfe unter anderem über die Szenezeitschrift Ox sowie die tageszeitung beizulegen. Sie stellen sich selbst als antirassistische Band und einen Großteil der Vorwürfe als Hetzkampagne dar. Daneben bekennen sie sich auch zu den Fehlern ihrer Vergangenheit. Obwohl sie von einem Großteil der linken Szene wieder akzeptiert werden, tauchen die Konflikte immer wieder auf. Im Oktober 2017 verhinderten Antifaschisten ein Konzert im Jugendhaus Herrenberg.

## Projekte der Mitglieder
Sebastian Walkenhorst war 1992 Bassist der Skinheadband Boots Brothers, bevor er 1998 Stomper 98 gründete. Als Gast ist er vertreten auf dem Song For My Clan der französischen Band Lion’s Law sowie dem Song Hier gehören wir hin von Egoi!sten. Neben Stomper 98 ist er außerdem Kopf der Crossover-Thrash-Metal-Band Übergang.
Der ehemalige Gitarrist (bis 2004) Nudel war schon vor seinem Weggang bei der befreundeten Punkrock Band Riot Company (seit 2003) festes Mitglied. Nachdem er auch die Band Riot Company verlassen hatte, wurde er Gitarrist bei der aufgelösten belgischen RAC-Band Kill Baby, Kill! aktiv.
Wie bereits angesprochen ist Phil Regaud Gründungsmitglied und Hauptsongwriter der Band The Templars und beteiligte sich an zahlreichen weiteren Oi!-Bands aus New York und Umgebung.
Thomas Rademacher ist seit 2002 Gitarrist der Berliner Punk- / Hardrock-Band Toxpack.

## Diskografie
Alben
- 1999: Stomping Harmonists (DSS Records)
- 2003: Jetzt erst recht (DSS Records)
- 2007: Für die Ewigkeit (DSS Records)
- 2008: Tage deiner Jugend (2CD, DSS Records)
- 2012: …bis hierher! (Crazy United Records)
- 2018: Althergebracht (Contra Records)
- 2023: Stomper 98 (S98 Records)

Kompilationen
- 2009: …4 the Die Hards (Sunny Bastards)

Split-Veröffentlichungen
- 1999: We Stick Together (Split-7’’ mit The Templars, DSS Records)
- 2001: Stomper 98 vs. Devilskins (Split-7’’, DSS Records)
- 2003: …The Crash !! (Split-7’’/CD mit Haircut, Bords de Seine)
- 2003: Split-7’’ mit Toxpack (DSS Records)
- 2011: Split-7’’ mit 45 Aadapters (Randale  Records)
- 2011: Split-7’’ mit Chromjuwelen (Randale  Records)
- 2011: Split-7’’ mit Bootstroke (Randale  Records)
- 2012: Split-7’’ mit Brassknuckle Boys (Oi! The Boat Records)
- 2012: Split-7’’ mit Maraboots (Une Vie Pour Rien?)
- 2016: Druschba Freundschaft (Split-7’’ mit The Zapoy, Tough Times Music)

EPs
- 1998: Stomper 98 (7’’, Blind Beggar Records)
- 2011: Antisocial EP (MCD, Sunny Bastards)
- 2012: …bis hierher! (7’’, Contra Records)

Videoalben
- 2009: 10 Years Birthday Bash (Videoalbum, Sunny Bastards Films)